# Robert Parker (Althistoriker)

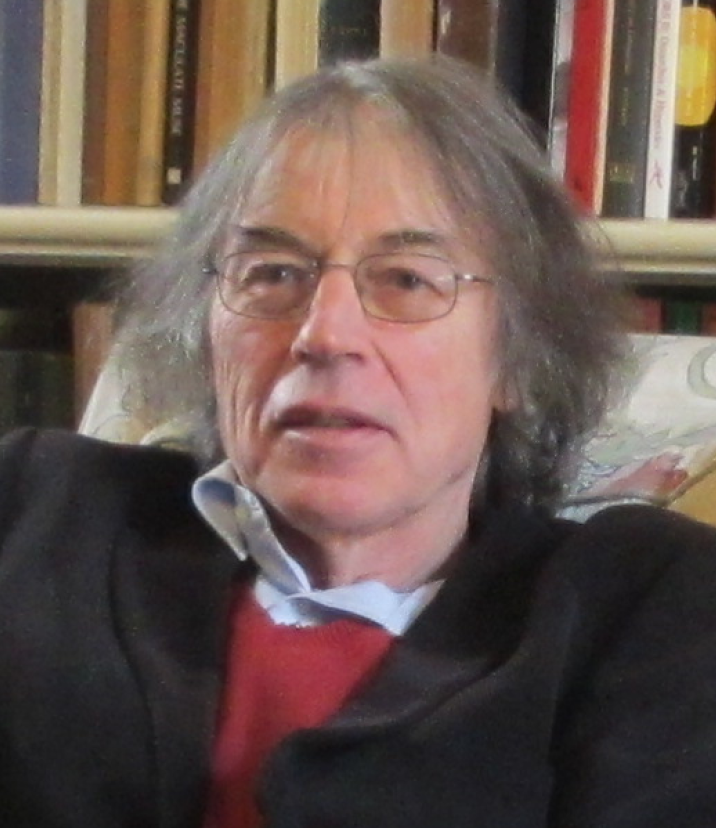
Robert Parker

Robert Christopher Towneley Parker (* 1950) ist ein britischer Althistoriker und Religionswissenschaftler.
Robert Parker studierte an der University of Oxford Alte Geschichte und Klassische Philologie. Er schloss sein Studium mit dem Master ab und wurde anschließend zum DPhil promoviert. Ab 1976 arbeitete er als Tutor in Greek and Latin Languages and Literature am Oriel College in Oxford. 1996 wurde er als Wykeham Professor of Ancient History an das New College (Oxford) berufen. Seit 1998 ist er Mitglied der British Academy. 2011 wurde er zum Mitglied der Academia Europaea gewählt. Im Jahr 2012/2013 war er Sather Professor an der University of California, Berkeley. Er ist Mitglied der Königlich Dänischen Akademie der Wissenschaften.
Parker erforscht die antike griechische Gesellschaft besonders aus anthropologischer Perspektive. Sein besonderer Forschungsschwerpunkt ist die griechische Religion, ihr Einfluss auf das Denken und Handeln der Griechen und ihr Verhältnis zu anderen polytheistischen Religionen.

## Schriften
- Miasma. Pollution and Purification in Early Greek Religion. Clarendon Press, Oxford 1983, ISBN 0-19-814835-6 (Neuauflage, ebenda 1996, ISBN 0-19-814742-2).
- Athenian Religion. A History. Clarendon Press, Oxford 1996, ISBN 0-19-814979-4 (Paperback-Ausgabe, ebenda 1997, ISBN 0-19-815240-X).
- Cleomenes on the Acropolis. An inaugural lecture delivered before the University of Oxford on 12 May 1997. Clarendon Press, Oxford 1998, ISBN 0-19-951384-8.
- Polytheism and Society at Athens. Oxford University Press, Oxford 2005, ISBN 0-19-927483-5.
- On Greek Religion (= Townsend lectures; = Cornell studies in classical philology. Band 60). Cornell University Press, Ithaca (NY) 2011, ISBN 0-8014-4948-0.
- Greek Gods Abroad. Names, Natures, and Transformations. University of California Press, Oakland 2017, ISBN 978-0-520-29394-6.
- Religion in Roman Phrygia. From polytheism to Christianity. University of California Press, Oakland 2023, ISBN 978-0-520-39548-0. – Rezension von Corinne Bonnet, Bryn Mawr Classical Review 2024.12.23; Gian Franco Chiai, sehepunkte 25 (2025), Nr. 1 [15.01.2025] (online).
- Cleomenes on the Acropolis and other studies in Greek religion and society. Selected papers of Robert Parker (= Kernos. Supplementband 42). Presses universitaires de Liège, Liège 2024, ISBN 978-2-87562-398-0.